# Martin Karollus
Martin Karollus (* 9. Oktober 1963 in Wien) ist ein österreichischer Jurist und Professor für Unternehmensrecht an der Universität Linz.

## Leben
Martin Karollus absolvierte nach der Matura an der AHS Theresianische Akademie im Wiener Gemeindebezirk Wieden von 1982 bis 1986 das Studium der Rechtswissenschaften an der Universität Wien, 1987 promovierte er dort zum Doktor der Rechtswissenschaften (Dr. iur). 1986 bis 1992 war er bei Winfried Platzgummer und Helmut Koziol Universitätsassistent in Wien. 1991 habilitierte er sich an der Universität Wien für das Fach Bürgerliches Recht. 1992 bis 1995 war er Professor für Bürgerliches Recht an der Universität Bonn. Seit 1995 ist er Ordinarius für Handels- und Wertpapierrecht an der Universität Linz und Institutsvorstand für Unternehmensrecht. 1996 wurde er Vizestudiendekan, 2000 bis 2003 Studiendekan der rechtswissenschaftlichen Fakultät in Linz.
Karollus ist Autor mehrerer Lehrbücher und anderer wissenschaftlicher juristischer Publikationen.
Er war mit der Universitätsprofessorin Margit Karollus bis zu deren Tod verheiratet.

## Funktionen
- Institutsvorstand Institut für Unternehmensrecht, Universität Linz

## Arbeits- und Forschungsschwerpunkte
- Zivilrecht
- Unternehmensrecht

## Auszeichnungen
- 2011: Kulturpreis des Landes Oberösterreich[1]